# 千客万来!家族的食堂
『千客万来！家族的食堂』（せんきゃくばんらい かぞくのしょくどう）は、2008年10月4日から2012年6月30日までテレビせとうちで放送されたグルメ番組である。2003年4月5日から2008年9月27日までは『熱烈歓迎！家族的食堂』（ねつれつかんげい かぞくのしょくどう）と題して放送されていた。

## 概要
改題前までは、主に岡山県・香川県内のグルメスポットを紹介。改題後には、グルメスポットも含めた同エリアの最新スポットを紹介する番組になった。
地上デジタル放送開始1週前の2006年11月25日放送分からは、リポートVTRも含めてすべてハイビジョン制作になった。

## 放送時間

### 本放送
基本的に毎週土曜 18:30 - 18:57 に放送。
- 2006年までは8月第1土曜日に「おかやま桃太郎まつり」の中継特番が放送される関係で、当該週の放送は休止となった。
- 2010年5月29日には第50回世界卓球選手権団体戦（世界卓球モスクワ大会）の中継が行われる関係で、通常よりも9時間早い 9:30 からの放送となった。

### 再放送
再放送枠では、基本的に1週前の回を放送。日曜未明（土曜深夜）の時間帯のみ2週前の回を放送していた。
- 水曜 12:30 - 12:57（番組開始時）[1]
- 水曜 14:25 - 14:51
- 日曜 11:00 - 11:25
- 月曜 1:00 - 1:30、水曜 1:33 - 2:03、日曜 1:30 - 2:00（番組終了時）[2]

### 番組スペシャル
おおむね季節ごとに本番組の1時間スペシャルが放送された。
- 初期には火曜 20:00 - 20:54 に放送され、通常この時間帯に放送されるテレビ東京の番組は休止となった。
- 上記時間帯に『元祖!でぶや』が移動してきてからは別の時間帯での放送となり、2007年3月10日にはレギュラー放送終了直後の土曜 19:00 - 19:57 に放送[3]（テレビ欄上ではレギュラー放送とひとくくりになっている）。続けて 19:57 - 20:54 にTVQ九州放送製作の『きらり九州めぐり逢い』が放送され、当時この時間帯に編成されていた『土曜スペシャル』は休止となった。
- 2009年1月1日には木曜 15:30 - 16:25 に、同年5月3日には日曜 12:00 - 12:55 に放送。それから3日後の5月6日には、水曜 15:00 - 15:55 に後者の再放送が行われた。

## 出演者
括弧内の肩書きは、いずれも出演当時のもの。

### 司会兼リポーター
- ダイナマイト・イシムラ（タレント）
- 中島有香（TSCアナウンサー、出演期間：2003年4月5日 - 2009年2月28日）
- 西野友子（TSCアナウンサー、出演期間：2009年3月7日 - 2010年3月20日）
- 浅井批文（TSCアナウンサー、出演期間：2010年3月27日 - 2012年6月30日）

### 料理コーナー「Let's cook」担当
- 湯浅薫男（岡山国際ホテル総料理長）
- 佐伯清子（フリーアナウンサー）